# Thananat Rungrampan
Thananat Rungrampan (thailändisch ธนณัฏฐ์ รุ่งรำพรรณ; * 23. Juni 2000) ist ein thailändischer Fußballspieler.

## Karriere
Thananat Rungrampan erlernte das Fußballspielen in den Juniorenmannschaften des Erstligisten Bangkok United FC. 2019 spielte er einmal mit der U23-Mannschaft in der vierten Liga. Mit dem Team spielte er in der Bangkok Region der Liga. Am Ende der Saison feierte er mit der U23 die Vizemeisterschaft. Seinen ersten Vertrag unterschrieb er Anfang September 2020 beim Drittligisten Bangkok FC. Der Verein aus der Hauptstadt Bangkok spielte in der Bangkok Metropolitan Region der Liga. Die Saison 2021/22 und 2022/23 wurde er mit dem Hauptstadtverein Vizemeister der Region. In den Aufstiegsspielen zur zweiten Liga konnte man sich jedoch nicht durchsetzen. Die Spielzeit 2023/24 feierte er mit dem Verein die Meisterschaft der Region sowie den anschließenden Aufstieg in die zweite Liga. Sein Zweitligadebüt gab Rungrampan am 14. September 2024 (5. Spieltag) im Auswärtsspiel gegen den Mahasarakham SBT FC. Bei der 3:2-Niederlage stand er in der Startelf und wurde in der 75. Minute gegen Piyarat Lajungreed ausgewechselt.

## Erfolge
Bangkok FC
- Thai League 3 – Bangkok Metropolitan: 2023/24  ▲